# Perzsia hercege: Az idő homokja
A Perzsia hercege: Az idő homokja (Prince of Persia: The Sands of Time) egy 2010-es amerikai fantasztikus kalandfilm Jake Gyllenhaal és Gemma Arterton főszereplésével.
A filmadaptáció a 2003-as Prince of Persia: The Sands of Time videójáték címét viseli, mivel elsődlegesen azon alapszik, de tartalmaz elemeket a Sands of Time trilógia többi részéből is. (Warrior Within és The Two Thrones) A film elkészítésében részt vett a Prince of Persia sorozat megalkotója, Jordan Mechner is, aki forgatókönyvírói, illetve produceri feladatokat vállalt magára. Ebben a filmen szinkronizált utoljára 2010-ben bekövetkezett halála előtt Végvári Tamás.

## Történet
Perzsia uralkodója az igazságos Sharaman király. Két fia Tus és Garsiv herceg, azonban egy árva fiú, Dastan bátorságát látva őt is maga mellé veszi. Tizenöt évvel később a három herceg és nagybátyjuk Nizam a perzsa hadsereggel Alamut városa alá érkezik. Úgy tudják, Alamut vasfegyvereket ad el Perzsia ellenségeinek, ezért Tus herceg úgy dönt megtámadják a szent várost. Dastan bár nem támogatja az ötletet, de beletörődik fivére döntésébe. A perzsa hadsereg másnap megostromolja Alamutot, ám kemény ellenállásba ütközik. Dastan, hogy elkerülje a vérfürdőt, oldalról meglepetésszerűen támadja meg Alamut egyik bástyáját. Beengedi a perzsákat, így kerülve el a mészárlást. Tamina, Alamut uralkodója, látva a vereséget, utasítja az egyik katonáját, hogy vigyen el egy díszes tőrt a városból, és helyezze azt biztonságba. A harc hevében azonban Dastan legyőzi a katonát, és elveszi tőle a tőrt. Tus, Garsiv és Nizam a palotában találkozik Tamina hercegnővel. Tus herceg házasságot javasol, hogy megbékítse Alamutot; Tamina vonakodik, ám látva az éppen belépő Dastan oldalán a tőrt, végül elfogadja az ajánlatot.
Amikor a városba érkezik Sharaman király, megszidja legidősebb fiát Tust Alamut megtámadása miatt. Bár a király büszke Dastanra, de kissé benne is csalódott, amiért az nem a szívét követte, és hagyta megtámadni a szent várost. A király bár támogatja a házasságot, Tus herceg helyett inkább Dastannak szánja Tamina hercegnő kezét. Váratlanul azonban összeesik, és meghal a mérgezett imaköntöstől, amelyet a mit sem sejtő Dastan nyújtott át neki ajándékként. A gyanú Dastanra terelődik, aki Tamina segítségével elmenekül. Dastan és Tamina a sivatagban táborozik le. Tamina megpróbálja megölni a herceget, hogy visszaszerezze az ellopott tőrt, ám a herceg felfedezi annak varázserejét: az Idő Tőrének használója képes visszautazni az időben, anélkül, hogy erről más tudomást szerezne, így képes megváltoztatni múltat. Dastan ráébred, hogy a tőr volt Alamut megtámadásának oka, a király gyilkosa pedig minden bizonnyal Tus herceg. Hogy ártatlanságát bebizonyítsa, úgy határoz felkeresi Nizamot a király temetésén, és felfedi előtte a tőr varázserejét. Tamina kénytelen együttműködni a herceggel, hogy a tőr közelében maradhasson.
A sivatagi útjuk során Tamina ellopja a tőrt, és magára hagyja Dastant. A herceg azonban Amar sejk, és afrikai késdobáló barátja, Seso segítségével elfogja és a segítségért cserébe a sejknek adja rabszolgaként. A struccverseny-kedvelő és adókerülő Amar sejk azonban felismeri Dastan valódi kilétét, ezért megpróbálja elfogni. A herceg és Tamina azonban megszökik, és hatalmas felfordulást hagyva maguk után szerencsésen megérkezik a király temetésére. Dastan megpróbálja meggyőzni ártatlanságáról nagybátyját, Nizamot, ám Tamina időközben ellopta a tőrt. A herceg ekkor felfigyel rá, hogy Nizam kezei megégtek. Garsiv és a város őrei azonban rátámadnak, így Dastannak menekülnie kell. A sivatagban rátalál Taminára és elmondja, hogy valójában Nizam áll a gyilkosság mögött. Amikor Tamina mindent elárul az Idő Tőréről, Nizam árulásának utolsó darabjai is a helyükre kerülnek. Nizam az Idő Tőrének és a Homokórának a segítségével messzire akar visszajutni az időben, hogy hagyja meghalni bátyját – Sharamant – gyermekként, mikor azt megtámadja egy oroszlán; és így ő lehessen a király. A Homokóra felnyitása azonban apokaliptikus homokvihart enged szabadjára, amely elpusztítja a világot. Dastan és Tamina összefognak, hogy megakadályozzák ezt; így elindulnak, hogy elrejthessék a tőrt Nizam elől. Mindeközben Nizam megpróbálja elérni Tus királynál, hogy ne hagyja élve elfogatni Dastant; mikor azonban kudarcot vall, a perzsa elit harcosokhoz, a Hasszaszinokhoz fordul segítségért.
Dastan és Tamina azonban ismét Amar sejk kezei közé kerül, akinek azóta még nagyobb szüksége van a Dastan fejére kitűzött vérdíjra. Aznap este Hasszaszinok támadnak a táborra, ám Dastan (a tőr segítségével) visszaveri azt. Másnap Amar sejk és Seso jelentős mennyiségű arany fejében úgy dönt csatlakozik Taminához és Dastanhoz, akik egy Indiához közeli hegyi szentélybe igyekeznek. A szentély közelében azonban előbb Garsiv és emberei, majd a Hasszaszinok támadják meg őket; és bár Garsiv végül hinni kezd testvérének, a hasszaszin vezér sikeresen ellopja a tőrt. A négyfős társaság visszatér Alamutba, hogy megállítsa Nizamot, és felfedje az igazságot Tus előtt. A városban Amar sejk eltereli az őrök figyelmét, így Seso vissza tudja szerezni a tőrt, ám halálosan megsebesül. Dastan megmutatja a tőr varázserejét Tus előtt, és tisztázza magát; ám Nizam megöli Tust, és elveszi a tőrt. A Hasszaszinok vezére ekkor megtalálja a Homokórát mélyen elrejtve a város alatt. Dastan és Tamina ezután rejtett folyosókon eljut a Homokórához, ahol Nizammal találják szemben magukat. A küzdelem során Tamina feláldozza magát, hogy Dastan tovább küzdhessen. Nizam ekkor beleszúrja ugyan a Tőrt a Homokórába, ám végül Dastannak sikerül megnyomnia a markolaton lévő gombot, így ő utazik vissza az időben. Dastan csak annyi homokot enged ki a Homokórából, amennyi Alamut elfoglalásáig repíti vissza az időben, így elkerüli a végzetes homokvihart. Dastannak így még a király érkezése előtt sikerül lelepleznie Nizamot, akit végül Tus megöl. Dastan ezután visszaadja az Idő Tőrét Taminának, megbékítve így a várost és a hercegnő szívét egyaránt.

## Szereplők
| Szerep    | Színész         | Magyar hang     |
| --------- | --------------- | --------------- |
| Dastan    | Jake Gyllenhaal | Csőre Gábor     |
| Tamina    | Gemma Arterton  | Pikali Gerda    |
| Nizam     | Ben Kingsley    | Végvári Tamás   |
| Amar sejk | Alfred Molina   | Gesztesi Károly |
| Tus       | Richard Coyle   | Csernák János   |
| Garsiv    | Toby Kebbell    | Nagy Ervin      |
| Seso      | Steve Toussaint | Galambos Péter  |